# Biodiversitat

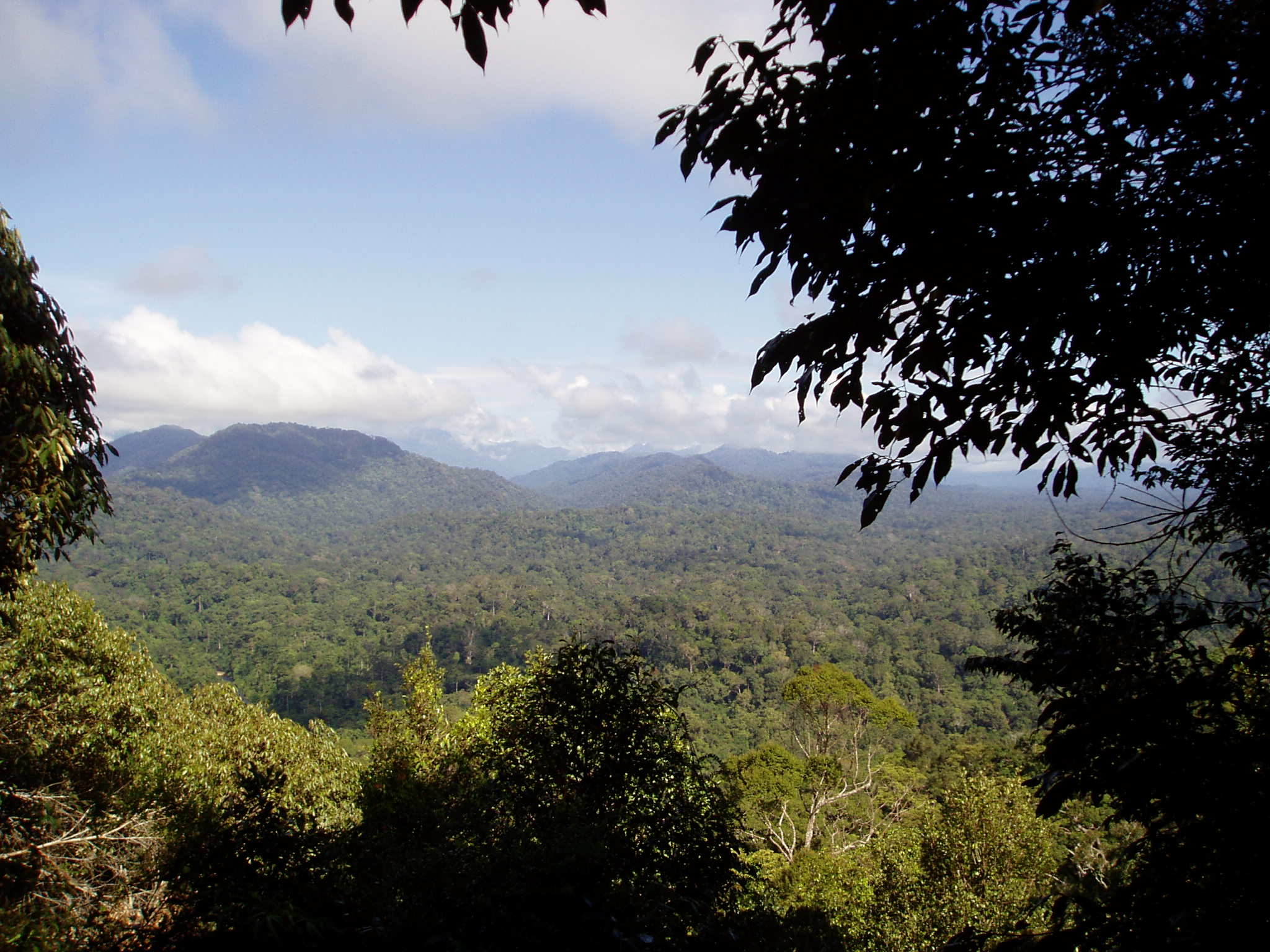
Les selves són els ecosistemes més biodiversos de la Terra. Una de cada deu espècies conegudes viuen a la selva amazònica.

S'entén per biodiversitat o diversitat biològica la variabilitat d'organismes vius de qualsevol font, inclosos, entre altres coses, els ecosistemes terrestres i marins, i altres ecosistemes aquàtics, i els complexos ecològics dels quals formen part; comprèn la diversitat dins de cada espècie, entre les espècies i dels ecosistemes.

## Origen i evolució del terme
El terme biodiversitat prové etimològicament de grec βιο-, vida, i del llatí diversĭtas, -ātis, diversitat. Es refereix a què un conjunt d'éssers vius conviuen a un entorn.
El concepte, pel seu caràcter intuïtiu, ha presentat certes dificultats per a la seva definició precisa, tal com va senyalar Fermín Martín Piera en argumentar que l'abús en el seu ús podria «buidar-lo de contingut», ja que en les seves paraules: «Sol passar en la història del pensament que els nous paradigmes continuen durant un temps amb les velles idees», considerant juntament amb altres autors que el concepte de biodiversitat ja fou apuntat per la mateixa Teoria de l'evolució.
A començament del segle xx, els ecòlegs Jaccard i Gleason van proposar en diferents publicacions els primers índexs estadístics destinats a comparar la diversitat interna dels ecosistemes. A mitjans del segle xx, l'interès científic creixent va permetre el desenvolupament del concepte per a descriure la complexitat i organització, fins que l'any 1980, Thomas Lovejoy va proposar l'expressió diversitat biològica.
El primer ús publicat del neologisme biodiversitat es deu a Walter G. Rosen, funcionari del National Research Council (NRC) o Consell d'Investigació Americà sobre Diversitat Biològica de setembre de 1986 organitzat per l'Acadèmia Nacional de Ciències i la Smithsonian Institution, el va proposar a l'entomòleg Edward Osborne Wilson, encarregat de publicar l'informe de les actes del Foro. Wilson juntament amb el seu coeditor van titular directament l'informe com Biodiversity que fou publicat al març de l'any 1988.
Martín Piera senyala que seria això no obstant, el biòleg marí Elliot Norse i altres col·laboradors qui des de la publicació l'any 1986 de l'obra Conserving Biological Diversity in Our National Forests, van generalitzar el terme a través de tres nivells concrets: diversitat genètica dins de cada espècie, diversitat entre espècies (riquesa o nombre d'espècies) i diversitat ecològica (comunitats), popularitzant-lo entre els especialistes.
L'any 1992, en la Cimera de la Terra organitzada per les Nacions Unides a Rio de Janeiro significà l'extensió del terme cap als camps socioculturals i econòmic pels activistes ecologistes, dirigents polítics i l'opinió pública en general, coincidint amb la creixent preocupació per l'extinció d'espècies sorgida en les últimes dècades del segle xx i que quedà reflectida en el Conveni internacional sobre la diversitat biològica ratificat el 30 de desembre de 1993.
Vint anys després, l'any 2012, es va celebrar la conferència: RIO + 20 la Conferència de les Nacions Unides sobre el Desenvolupament Sostenible en la qual es renovava el compromís pro desenvolupament sostenible i de la promoció d'un futur econòmic, social i ambientalment sostenible per al nostre planeta i per a les generacions presents i futures.
En l'article 2 del Conveni es defineix:
| « | Per "diversitat biològica" s'entén la variabilitat d'organismes vius de qualsevol font, inclosos, entre d'altres coses, els ecosistemes terrestres i marins, i altres ecosistemes aquàtics, i els complexos ecològics dels quals formen part; comprèn la diversitat dins de cada espècie, entre les espècies i dels ecosistemes | » |

A més, Martín Piera senyala que el professor Ramón Margalef va contribuir a precisar com des del pla semàntic biodiversitat i diversitat no són paraules sinònimes que expressin conceptes idèntics. Per a Margalef la Biodiversitat és el "Gran Diccionari de la Vida", l'immens caudal de formes presents i extintes en què es manifesta l'esdevenir històric de la Vida mentre que Diversitat és el "Llenguatge" que representa els experiments de l'evolució que van enriquint el Diccionari.

## Definició
En el camp de la biologia, la biodiversitat es refereix al nombre de poblacions d'organismes i espècies diferents, per als ecòlegs, el concepte inclou la diversitat d'interaccions duradores entre les espècies i el seu ambient o biòtop, l'ecosistema on viuen els organismes. En cada ecosistema, els organismes vivents són part d'un tot actuant recíprocament entre si, però també amb l'aire, l'aigua i el sòl que els envolta.
Es distingeixen tres nivells de biodiversitat, als quals es pot afegir un quart:
- Genètica o diversitat intraespecífica, consisteix en la diversitat de versions dels gens (al·lels) i de la seva distribució, que és la base de les variacions interindividuals (la varietat dels genotips).
- Específica, és la diversitat sistemàtica. Consisteix en la pluralitat dels sistemes genètics o genomes que diferencien les espècies.
- Ecosistemàtica, és la diversitat de les comunitats biològiques (biocenosis), la suma de les quals forma la biosfera.

També s'ha d'incloure la diversitat interna dels ecosistemes, a la qual es refereix tradicionalment l'expressió diversitat ecològica.

## Importància de la biodiversitat
El valor essencial de la biodiversitat rau en el fet que és resultat d'un procés històric natural de gran antiguitat. Per aquesta única raó, la diversitat biològica té el dret de continuar la seva existència. L'home i la seva cultura, com a producte i part d'aquesta diversitat, ha de vetllar per a protegir-la i respectar-la.
A més, la biodiversitat és garantia de benestar i equilibri en la biosfera. Els elements diversos que constitueixen la biodiversitat conformen veritables unitats funcionals, que aporten i asseguren molts dels "serveis" bàsics per a la nostra supervivència.
Finalment, des de la nostra condició humana, la diversitat també representa un capital natural. L'ús i benefici de la biodiversitat ha contribuït de moltes maneres al desenvolupament de la cultura humana, i representa una font potencial per a fer front a necessitats futures.
Considerant la diversitat biològica des del punt de vista dels seus usos presents i potencials i els seus beneficis, és possible agrupar els arguments en tres categories principals.

### El paper ecològic
Fa referència al paper de la diversitat biològica des del punt de vista sistèmic i funcional (ecosistemes). En ser indispensables en la nostra pròpia supervivència, moltes d'aquestes funcions s'acostumen a anomenar "serveis":
Els elements que constitueixen la diversitat biològica d'una àrea són els reguladors naturals dels fluxos d'energia i de matèria. Compleixen una funció important en la regulació i estabilització dels sòls i zones litorals. Per exemple, en les vessants muntanyoses, la diversitat d'espècies en la capa vegetal forma teixits que protegeixen a les capes subjacents de l'acció mecànica dels elements com el vent. La biodiversitat té un paper determinant en processos atmosfèrics i climàtics. Molts intercanvis i efectes de les masses continentals i els oceans amb l'atmosfera són producte dels elements vius (evotranspiració, cicle del carboni…). La diversitat biòtica d'un sistema natural és un dels factors determinants en els processos de recuperació i reconversió de nutrients. A més, alguns ecosistemes presenten organismes o comunitats capaces de degradar toxines, o de fixar i estabilitzar compostos perillosos de manera natural.

### El paper científic
La biodiversitat és important perquè cada espècie pot donar una pista als científics sobre l'evolució de la vida. A més, la biodiversitat ajuda a la ciència a entendre com funciona el procés vital i el paper que cada espècie té en l'ecosistema.

### El paper econòmic
La biodiversitat és el primer recurs per a la vida diària. Un aspecte important és la diversitat de la collita, també anomenada agrobiodiversitat.
La majoria de les persones veu la biodiversitat com un dipòsit de recursos útil per a la fabricació d'aliments, productes farmacèutics i cosmètics. Aquest concepte sobre els recursos biològics explica la majoria dels temors de la seva desaparició. En canvi, també és l'origen de nous conflictes que tracten amb les regles de divisió i apropiació dels recursos naturals.
Alguns dels articles econòmics importants que la biodiversitat proporciona a la humanitat són:
- Aliments: collites, ramat, silvicultura, piscicultura, medecines. S'han utilitzat les espècies de plantes silvestres per a fins medicinals a la prehistòria. S'estima que de les 250.000 espècies de plantes conegudes, s'han investigat només 5.000 per a possibles aplicacions mèdiques. Els animals també poden tenir un paper important, en particular en la investigació.
- Indústria: en fibres tèxtils, fusta. La biodiversitat pot ser una font d'energia, com la biomassa. La diversitat biològica és la major reserva de compostos bioquímics a causa de la varietat d'adaptacions metabòliques dels organismes. Altres productes industrials que obtenim són els olis, lubricants, perfums, tints, paper, resines, verins...
- Turisme: la biodiversitat és una font de riquesa barata per a moltes àrees, com parcs i boscs on la naturalesa salvatge i els animals són una font de bellesa per a moltes persones. L'ecoturisme està en creixement. Així mateix, una gran part de la nostra herència cultural en diversos àmbits (gastronòmic, educatiu, espiritual) està lligada a la diversitat local o regional.

## L'avaluació de la biodiversitat

### Paràmetres
La diversitat és una propietat fenomenològica que pretén expressar la varietat d'elements diferents.
El desenvolupament d'una mesura que permeti expressar de manera clara i comparable la diversitat biològica presenta dificultats i limitacions. No es tracta simplement de mesurar una variació d'un o diversos elements comins, sinó de quantificar i ponderar quants elements o grups d'elements diferents existeixen. Les mesures de diversitat existents no són més que models quantitatius o semiquantitatius d'una realitat qualitativa amb límits molt clars pel que fa a les seves aplicacions. El desenvolupament d'un concepte matemàtic lògic i coherent per a la modelació de la diversitat biològica a nivell específic i genètic ha sigut bastant explorada i presenta un cos sintètic i robust. La modelació de la diversitat a nivell d'ecosistemes és més recent, i s'ha vist beneficiada pels avenços tecnològics (com els SIG). Les mesures més senzilles consisteixen en índexs matemàtics que expressen la quantitat d'informació i el grau d'organització d'aquesta. Bàsicament les expressions mètriques tenen en compte tres aspectes:
- Riquesa: És el nombre d'elements. Segons el nivell es tracta del nombre d'al·lels o heterozigosi (a nivell genètic), nombre d'espècies (a nivell específic), nombre d'habitants o unitats ambientals diferents (a nivell ecosistemàtic).
- Abundància relativa: És la incidència relativa de cadascun dels elements en relació als altres.
- Diferenciació: És el grau de diferenciació genètica, taxonòmica o funcional dels elements.

Cadascun d'aquests índexs de la diversitat és unidimensional i de lectura limitada. Les comparacions i valoracions de la diversitat biològica són forçosament incompletes en aquests termes. S'utilitzen pel seu caràcter pràctic i sintètic, però són insuficients enfront de models analítics alternatius multiescalars i multidimensionals que responen millor a les necessitats específiques de conservació. Així, la modelació bidimensional (riquesa i abundància relativa) pot considerar-se com l'estàndard "clàssic" de mesura i expressió de la diversitat. D'acord amb l'escala espacial, en la qual es mesura la diversitat biològica, es parla de tres tipus de diversitat:
- Alfa: diversitat puntual, representada per α
- Beta: diversitat entre habitants, representada per β
- Gamma: diversitat a escala regional, representada per γ

Aquests termes van ser instaurats per Robert Whittaker el 1960 i tenen una gran acceptació.

### Dinàmica
La biodiversitat no és estàtica, és un sistema constant en l'evolució, tant pel que fa a cada espècie, com en cada organisme individual. Una espècie actual pot haver-se iniciat fa d'un a quatre milions d'anys, però el 99% de les espècies que alguna vegada han existit a la Terra s'han extingit.
La biodiversitat no s'atribueix uniformement en la terra. És més rica als tròpics, i a mesura que ens acostem més a les regions polars es troben poblacions més grans i menys espècies. La flora i fauna varien depenent del clima, altitud, sòl i la presència d'altres espècies.

### Unitats espacials i biodiversitat
La distribució de la diversitat biològica actual és el resultat dels processos evolutius, biogeogràfics i ecològics al llarg del temps des de l'aparició de la vida a la terra. La seva existència, conservació i evolució depèn dels factors ambientals que la fan possible. Cada espècie presenta requeriments ambientals específics sense els quals no li és possible sobreviure. Encara que els canvis orogràfics oceanogràfics, altitudinals i latitudinals permeten definir les unitats de paisatge amb una bona aproximació, la component específica de les espècies presents és la que finalment permet identificar àrees relativament homogènies pel que fa a les característiques que presenten o ofereixen per a les poblacions biològiques.
Aquestes unitats de biosfera poden ser identificades com a unitats de biodiversitat segons diferents criteris de valoració, com per exemple: el nombre d'endemismes, la riquesa específica, ecosistemàtica o filogenètica. Encara que és comú argumentar que algun país presenta determinats índexs de biodiversitat, les unitats espacials de la diversitat biològica són per definició independents dels límits o barreres geopolítiques.
Dues de les unitats espacials vigents de la biosfera, on el factor de la biodiversitat precedeix en importància, són les ecoregions de Global 200 identificades per la WWF i els "punts calents de biodiversitat".
Global 200 identifica les ecoregions més importants del planeta, tant marines com continentals (masses d'aigua dolça i terrestre) d'acord amb la riquesa específica, el nombre d'endemismes i els estats de conservació.
El terme "punt calent de biodiversitat" fou implantat pel Dr. Norman Myers, el 1988, i identifica les regions biogeogràfiques terrestres importants segons el nombre d'endemismes i el grau d'amenaça sobre la biodiversitat.

### Conjunts de dades
Hi ha una controvèrsia per l'ús de sèries temporals per a determinar l'evolució de la biodiversitat a nivell local.

## Amenaces

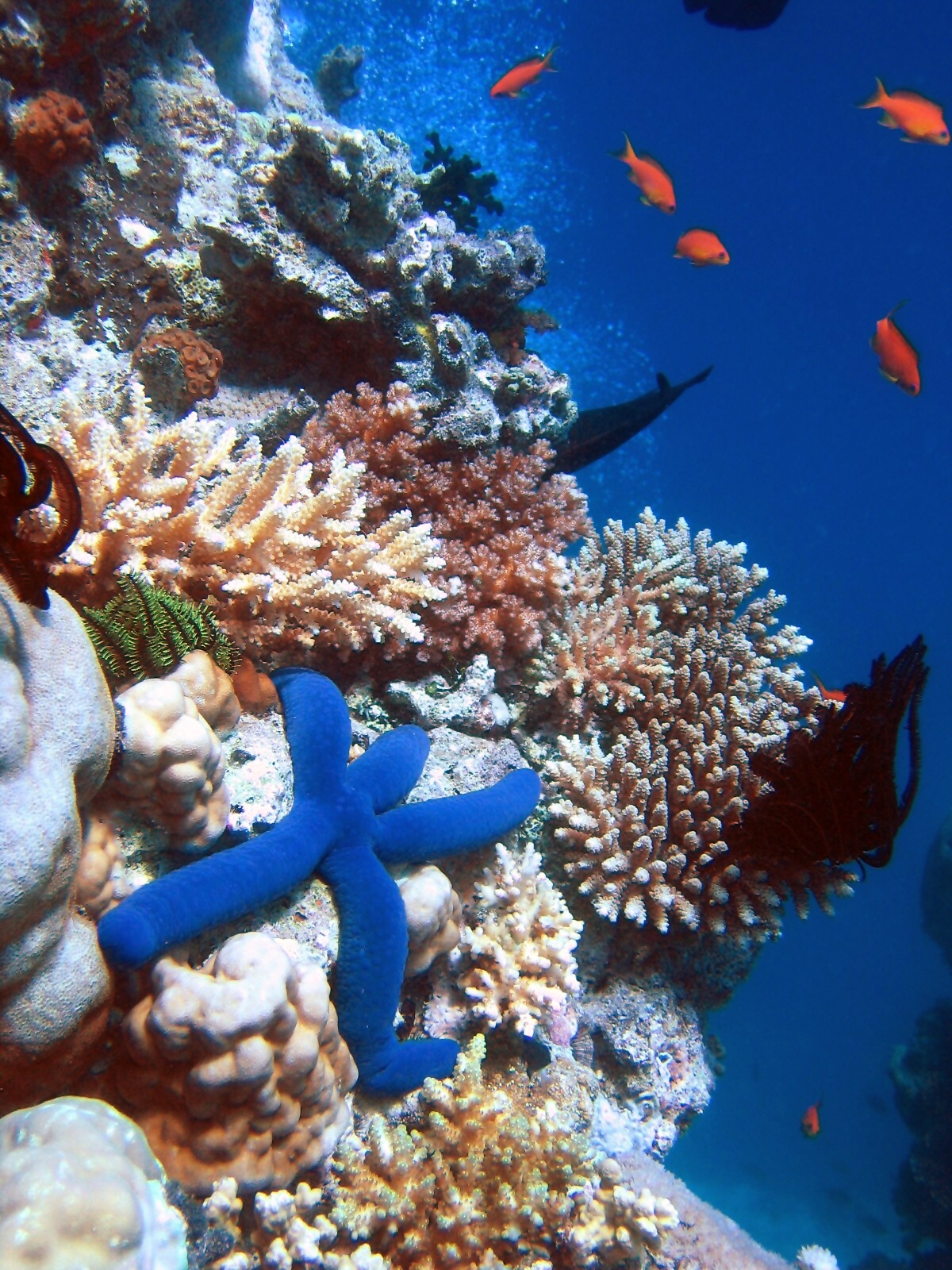
En els esculls de coral es troba una gran biodiversitat i estan amenaçats per culpa de l'activitat humana

Durant el segle xx, s'ha observat l'erosió cada cop més accelerada de la biodiversitat. Les estimacions sobre les proporcions de l'extinció varien entre molt poques i fins a 200 espècies extintes per dia. Però tots els científics reconeixen que la proporció de pèrdua d'espècies és major que qualsevol altra època de la història humana.
En el regne vegetal s'estima que es troben amenaçades -aproximadament- un 12,5% de les espècies conegudes. Totes estan d'acord que les pèrdues es deuen a l'activitat humana, incloent-hi la destrucció directa de plantes i el seu hàbitat.
Existeix una creixent preocupació per la introducció humana d'espècies exòtiques en hàbitats determinats, alterant la cadena tròfica.
Un estudi publicat el 2014 va concloure que els esforços fets fins aleshores (com habilitar àrees protegides) són insuficients per corregir els efectes contraris a la biodiversitat. Un altre estudi, publicat el 2015, afirmà que la velocitat en la qual s'està perdent la biodiversitat portarà a una extinció massiva, tenint en compte que han mesurat de manera que es minimitze les evidències que indiquen aquest esdeveniment.

### Activitats humanes que poden afectar la biodiversitat
La humanitat posa en perill la biodiversitat almenys de cinc maneres: l'expansió agrícola i industrial; l'explotació animal i vegetal amb la collita, la tala, la caça i la pesca; la contaminació que provoquen els residus sense tractament, les substàncies contaminants de l'activitat industrial, minera i agrícola, els vessaments de petroli i els abocaments tòxics; la introducció d'espècies invasives i el canvi climàtic.
Una sèrie de científics signaren un document en el qual, basant-se en les evidències reunides en les recerques, afirmaven que el creixement econòmic és incompatible amb el respecte a la biodiversitat.
Alguns exemples d'activitats implicades en el desenvolupament que poden tenir conseqüències negatives significatives per a la diversitat biològica són:
- Projectes agrícoles i ramaders que impliquin l'eliminació de terres, l'eliminació de terres humides, la inundació per a crear reservoris per al reg, el desplaçament de la vida silvestre mitjançant ramat domèstic, l'ús de pesticides, la introducció del monocultiu.
- Projectes de piscicultura que incloguin la conversió per a l'aqüicultura d'importants llocs naturals de reproducció o criança, la pesca excessiva, la introducció d'espècies exòtiques en ecosistemes aquàtics naturals.
- Projectes forestals que incloguin la construcció de camins d'accés, explotació forestal intensiva, establiment d'indústries per a productes forestals que generin més desenvolupament a prop del lloc del projecte.
- Canalització dels rius.
- Projectes hidroelèctrics que impliquin grans desviacions de l'aigua, inundacions o altres transformacions importants d'àrees naturals aquàtiques o terrestres, produint la reducció o modificació de l'hàbitat.
- Projectes industrials que provoquin la contaminació de l'aire, aigua o sòl.
- Pèrdua a gran escala de l'hàbitat per culpa de la mineria i exploració mineral.
- Conversió dels recursos biològics per a combustibles o aliments a escala industrial.

### Conseqüències de la reducció de la biodiversitat sobre el món humà
La reducció de la biodiversitat té conseqüències sobre el dia a dia dels éssers humans. Així, afecta a la seguretat alimentària en diversos aspectes i també afecta a la salut.
Els efectes de la biodiversitat en la salut es concreten en: el proveïments d'aire i aigua neta; la fabricació de medicines, destacant molècules emprades en tractaments que no poden ser sintetitzades en laboratoris, sinó que es troben en la naturalesa; i el seu dany facilita les condicions perquè es transmeten malalties dels animals als humans, i altres animals i plantes per la reducció de l'anomenat efecte de dil·lució, condició agreujada per la globalització i la desigualtat social, que afavoreix que les pandèmies tinguen lloc de manera cada vegada més freqüent. Així i tot, hi ha estudis que posen en dubte el paper de la biodiversitat en tots els casos amb relació a la transmissió de malalties dels animals als humans.

## A Catalunya
A Catalunya, la conservació del patrimoni natural i la biodiversitat s'emmarca en els principis del Conveni per a la diversitat biològica de les Nacions Unides (CBD), i també en l'Estratègia de la Unió Europea per a la biodiversitat fins al 2020. Els Objectius d'Aichi, aprovats l'any 2010 a Nagoya, durant la cimera de les Nacions Unides sobre biodiversitat, marquen el rumb per redreçar el desenvolupament cap a la conservació dels hàbitats i les espècies,
el manteniment dels béns i serveis ambientals i l'ús eficient dels recursos naturals. El repte és desplegar en clau local aquests objectius globals derivats del CBD, i promoure una acció governamental concordant, a l'empara del Pla d'acció dels governs subnacionals, les ciutats i altres autoritats locals sobre biodiversitat 2011-2020. Catalunya, involucrant-se en aquestes estratègies i directrius d'àmbit internacional, busca espais on compartir experiències per enriquir la seva Estratègia de biodiversitat.
El 2020, l'Informe sobre l'Estat de la Natura a Catalunya, publicat per una quarantena d'entitats ecologistes, va revelar que les poblacions de fauna salvatge s'havia reduït un 25 % en els darrers vint anys a causa del «predomini d'un model socioeconòmic que intensifica l'obtenció de recursos en determinades àrees i n'abandona d'altres que havien estat utilitzades de manera més sostenible».

## Al territori valencià
Al territori valencià la biodiversitat està amenaçada. El 2009 la Generalitat Valenciana publicà un decret que incloïa una llista negra on hi havia trenta espècies considerades invasores. Aquestes espècies no solament afecten directament a la biodiversitat, sinó que poden suposar problemes de salut pública i econòmics. La Generalitat Valenciana disposa d'una xarxa d'alertes i agents mediambientals que lluiten contra les espècies invasores.
Entre el 1990 i el 2011 de 100.000 captures de peixos, 11 espècies exòtiques implicaren el 45,1%. Entre el 2003 i el 2011 les autoritats valencianes capturaren 11.824 tortugues de Florida, una espècie invasora. En la dècada del 2010 es trobaren al Parc Natural de l'Albufera de València les espècies de peixos invasors silurus glanis.